# Concordato entre el Estado español y la Santa Sede de 1851
El concordato de 1851 fue un tratado firmado entre España y la Santa Sede. En esta fecha, el entonces presidente del Consejo de Ministros español Juan Bravo Murillo, de acuerdo con la reina Isabel II trató de cumplir un viejo objetivo del Partido Moderado: el restablecimiento de las relaciones Iglesia-Estado a través de la firma de un concordato.
A lo largo del siglo xix, desde las Cortes de Cádiz hasta Mendizábal se había sucedido un proceso acelerado de desamortización de los bienes eclesiásticos. Aprovechando el momento propicio de la Década Moderada que en 1845 ya había aprobado la Ley de Donación de Culto y Clero que restituía a la Iglesia católica en los bienes desamortizados y no vendidos, aprobó y firmó con el papa Pío IX un concordato por el que el Estado español reconocía a la Iglesia católica como la única de la nación española, así como sus derechos a poseer bienes.

## Contenido
En primer lugar, se reafirmó la unidad católica y por tanto la confesionalidad del Estado, que ya establecía el artículo 11 de la Constitución de 1845 ("La religión de la Nación española es la Católica, Apostólica, Romana. El Estado se obliga a mantener el culto y sus ministros") que a su vez había modificado la redacción menos rotundamente confesional de la Constitución de 1837 ("La Nación se obliga a mantener el culto y los ministros de la Religión Católica que profesan los españoles").

Artículo 1.La religión católica, apostólica, romana, que con exclusión de cualquiera otro culto continúa siendo la única de la nación española, se conservará siempre en los dominios de S. M. Católica con todos los derechos y prerrogativas de que debe gozar según la ley de Dios y lo dispuesto por los sagrados cánones.

En segundo lugar, se reconoció el derecho de la Iglesia católica a fiscalizar la enseñanza no sólo de los colegios religiosos sino también de las escuelas públicas (y así quedó reflejado en la Ley Moyano de 1857), aunque no se llegó a aceptar la pretensión de la Iglesia de que ésta controlara también el nombramiento de maestros y profesores y aprobara los libros de texto, tanto en centros públicos como privados.

Artículo 2. En su consecuencia la instrucción en las Universidades, Colegios, Seminarios y Escuelas públicas o privadas de cualquiera clase, será en todo conforme a la doctrina de la misma religión católica; y a este fin no se pondrá impedimento alguno a los obispos y demás prelados diocesanos encargados por su ministerio de velar sobre la pureza de la doctrina de la fe y de las costumbres, y sobre la educación religiosa de la juventud en el ejercicio de este cargo, aún en las escuelas públicas

En tercer lugar, la Iglesia conservó la jurisdicción propia sobre sus miembros, así como la capacidad de censura.

S. M. y su real gobierno dispensarán asimismo su poderoso patrocinio y apoyo a los obispos en los casos que le pidan, principalmente cuando hayan de oponerse a la malignidad de los hombres que intenten pervertir los ánimos de los fieles y corromper las costumbres, o cuando hubiere de impedirse la publicación, introducción o circulación de libros malos y nocivos (...)

En cuarto lugar, se reconoció el derecho de la Iglesia a adquirir y poseer bienes que ya no serían objeto de desamortización:

Artículo 41. Además la Iglesia tendrá derecho a adquirir por cualquier título legítimo, y su propiedad y todo lo que posee ahora o adquiriere en adelante será solemnemente respetada

En quinto lugar, se permitió la existencia de tres órdenes religiosas masculinas, la de San Vicente de Paul y la de San Felipe Neri más una tercera "a determinar" (Artículo 29) y en cuanto a las femeninas se permitían expresamente las Hijas de la Caridad y otras órdenes que junto a la "vida contemplativa reúnen la educación y enseñanza de las niñas u otras obras de caridad" (Artículo 30). 
Por último, se reconoció el derecho a crear centros educativos religiosos, lo que fue recogido en el artículo 153 de la Ley Moyano, que estableció que el Gobierno podía autorizar la apertura de colegios a las órdenes de religiosos y religiosas legalmente establecidas en España y cuyo objeto fuera la enseñanza.

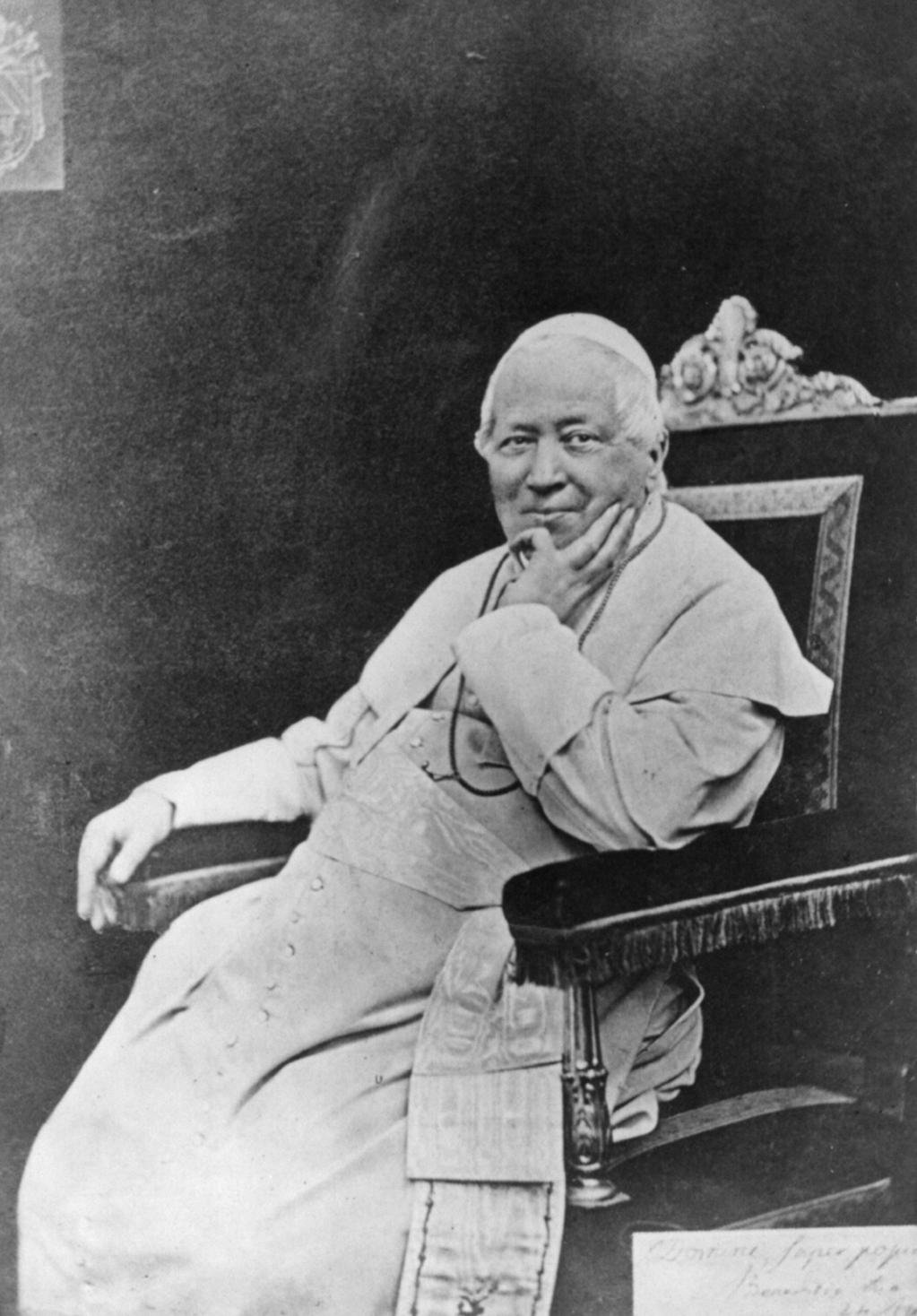
Papa Pío IX.

A cambio, la Iglesia católica confirmó el reconocimiento de Isabel II como reina de España, ya que desde 1833 se había mantenido en una posición "neutral" en el pleito dinástico entre carlistas e isabelinos y no llegaría a reconocerla como reina legítima hasta 1848, ocho años después de acabada la primera guerra carlista (1833-1840). 
Asimismo la Iglesia aceptaba la desamortización efectuada hasta entonces y levantaba las condenas eclesiásticas efectuadas en su momento contra el Estado y sus instituciones a causa de las mismas. 

Artículo 42. A este supuesto, atendida la utilidad que ha de resultar a la religión de este convenio, el Santo Padre, a instancia de S.M. católica, y para proveer la tranquilidad pública, decreta y declara que los que durante las pasadas circunstancias hubiesen comprado en los dominios de España bienes eclesiásticos, al tenor de las disposiciones a la sazón vigentes, y estén en posesión de ellos, y lo que hayan sucedido o sucedan en sus derechos a dichos compradores, serán molestados en ningún tiempo ni manera por Su Santidad ni por los Sumos Pontífices sus sucesores, antes bien, así ellos como sus causa-habientes, disfrutarán segura y pacíficamente la propiedad de dichos bienes y sus emolumentos y productos

El tratado, además, fijaba el número de diócesis que existirían en España, ligeramente inferior al número de sedes episcopales (ocupadas o vacantes) existentes en aquel momento.

## Consecuencias
Con la firma del Concordato de 1851 la Iglesia católica recuperó gran parte del poder social e ideológico perdido con la Revolución Liberal. Ocho años después de su firma había en España 41 conventos de religiosos (con 719 frailes profesos) y 866 conventos de religiosas (con 12.990 monjas profesas).

## Enlaces
- Texto del concordato.

- Datos: Q2992077